# Philadelphia Freedom
〈Philadelphia Freedom〉은 1975년 영국의 싱어송라이터 엘튼 존이 싱글로 발표한 곡이다. 이 곡은 1970년대 초중반 엘튼 존의 미국 히트곡 6곡 중 4번째 곡으로, 그의 음반이 차트를 석권했다. 캐나다에서 《RPM》 전국 싱글 차트 정상을 기록한 것은 그의 8번째 싱글이었다.
이 곡은 엘튼 존과 버니 토핀이 존의 친구인 필라델피아 프리덤스 프로 테니스 팀의 일원이었던 테니스 스타 빌리 진 킹의 호의로 작곡한 곡이다. 이 곡은 플루트, 호른, 현을 포함하는 진 페이지의 관현악 편곡을 특징으로 한다.
이 곡은 1977년 《Elton John's Greatest Hits Volume II》에 데뷔했다. 편집되지 않은 버전(빨리 사라지지 않고)은 박스 세트인 《To Be Continued...》과 《Goodby Yellow Brick Road》 음반의 40주년 기념판에 등장한다.

## 배경
1974년 여름, 《Captain Fantastic and the Brown Dirt Cowboy》의 세션 사이에 녹음된 이 곡은 당시 존이 기자 폴 감바치니에게 말한 것처럼 엘튼 존과 버니 토핀이 의식적으로 싱글로 작곡한 유일한 곡이었다. 존은 빌리 진 킹에게 경의를 표하고 있었고, 그래서 토핀에게 그녀의 테니스 팀인 필라델피아 프리덤스에 대한 경의를 표하기 위해 〈Philadelphia Freedom〉이라는 곡을 써달라고 부탁했다.
《His Song: The Musical History of Elton John》에서 엘리자베스 로젠탈은 토핀이 "테니스에 관한 노래를 쓸 수 없다"고 말하면서도 하지 않았다고 회고한다. 토핀은 이 가사가 테니스, 필라델피아 솔, 심지어 국기를 흔드는 애국심과도 관련이 없다고 주장한다. 그럼에도 불구하고, 이 가사는 애국적이고 고무적인 것으로 해석되어 왔고, 1975년에 발표되었음에도 불구하고, 의도적이든 아니든, 이 곡의 정서는 1976년 7월에 미국에서 2년마다 열리는 기념행사를 준비하는 미국 음악 관객들과 완벽하게 어울렸다. 미국에서는 1975년 골드, 1995년 플래티넘을 미국 음반 산업 협회에 의해 인증받았다. 《빌보드》는 1975년 이 곡을 3위 곡으로 선정했다.

### 빌리 진 킹
엘튼 존은 1973년 빌리 진 킹을 만났고 CNN 기자들의 말에 따르면, 그 후 그들은 "자선을 위한 강력한 파트너십"을 구축하여 수억 달러를 모금했다고 합니다. HIV/AIDS의 원인과 동등한 권리를 위해 말입니다." 킹을 감탄하고 만난 존은 오랜 집필 파트너인 버니 타우핀에게 〈Philadelphia Freedom〉가 된 것에 대한 가사를 써서 필라델피아 프리덤스 테니스 팀의 멤버였던 그의 친구 킹에게 바치라고 부탁했다. 이 레코드의 바이닐 레이블에는 "사랑을 B.J.K.와 필라델피아의 사운드"라고 적혀 있다.